# 日向市立富高小学校
日向市立富高小学校（ひゅうがしりつ とみたかしょうがっこう）は、宮崎県日向市富高にある公立小学校。

## 概要
歴史
1873年（明治6年）に創立。現校名になったのは1951年（昭和26年）。2024年（令和6年）に創立150周年を迎えた。日向市内の小学校の中では一番長い歴史を持つ。
通学区域
北町、都町、上町、本町、中町、南町、中原、高見橋通り、広見、本谷、西川内、花ヶ丘、東草場、西草場、春原、春原町一・二丁目、迎洋園一・二丁目、千束口、北町一～三丁目、新財市（一部）、鶴町一・二丁目（一部）、向江町一丁目（一部）、亀崎一・二丁目（一部）。中学校区は日向市立日向中学校。
校章
学問を表す3本のペン先、と3つの平仮名「と」（と3=富）を組み合わせたものを背景にして中央に「富」の文字を置いている。
校歌
現校歌は1941年（昭和16年）に制定。作詞は野口雨情、作曲は駒井一陽による。歌詞は3番まであり、1番と2番に「富高」が登場する。

## 沿革
- 1873年（明治6年）- 1872年（明治5年）頒布の学制に基づき、富高村に「富高小学校」が設置される。
- 1875年（明治8年）1月 - 塩見分校を設置。
- 1885年（明治18年）7月 - 塩見分校が簡易塩見小学校として独立。
- 1886年（明治19年）9月 - 小学校令の施行により、「尋常富高小学校」に改称。塩見小学校を統合し塩見分校とする。
- 1889年（明治22年）
  - 4月1日 - 町村制の施行により、富高村立の小学校となる。
  - 5月22日 - 塩見分校が分離し、尋常塩見小学校として独立。
- 1891年（明治24年）- 新町（現・日向警察署付近）に新校舎が完成し、移転を完了。この年6月3日に落成式を挙行し、創立記念日と制定。
- 1893年（明治26年） - 「富高尋常小学校」に改称（「尋常」の位置が変更となる）。
- 実施年月日不明 - 高等科を併置し「富高尋常高等小学校」に改称（尋常科4年・高等科4年）。
- 1907年（明治40年）4月1日 - 小学校令の改正により、義務教育年限（尋常科の修業年限）が4年から6年に延長となる。
  - 旧高等科1年を尋常科5年、旧高等科2年を尋常科6年、旧高等科3年を高等科1年、旧高等科4年を高等科2年に振り替える（尋常科6年・高等科2年）。
  - 塩見尋常小学校から尋常科5・6年生が委託される。
- 1915年（大正4年）- 校舎を増築。
- 1917年（大正6年）4月1日 - 塩見尋常小学校からの尋常科5・6年の委託が終了。
- 1921年（大正10年）10月1日 - 町制施行により富高町立の小学校となる。
- 1929年（昭和4年）3月 -「第一富高尋常高等小学校」と改称[2]。
- 1933年（昭和8年）- 校歌（旧校歌）を制定。
- 1937年（昭和12年）10月1日 - 町村合併（富高村と細島町の対等合併）により富島町立の小学校となる。
- 1941年（昭和16年）
  - 4月1日 - 国民学校令の施行により、「第一富高国民学校」と改称。尋常科を初等科に改める（初等科6年・高等科2年）
  - この年 - 校歌（現校歌）を制定。
- 1945年（昭和20年）8月27日 - 台風により校舎が全壊。
- 1946年（昭和21年）9月9日 - 日知屋国民学校・財光寺国民学校・不動寺国民学校の3校を分離。
- 1947年（昭和22年）4月1日 - 学制改革により国民学校初等科が改組され、「富島町立富高小学校」と改称。
  - 高等科は新制中学校「富島町立富島中学校」に統合。
- 1951年（昭和23年）- 保護者会を解消し、PTA（父母と先生の会）が発足。富島町立不動寺小学校を統合。
- 1951年（昭和26年）4月1日 - 日向市の発足により「日向市立富高小学校」（現校名）と改称。
- 1955年（昭和30年）- 現在地に校舎が完成し移転を完了。
- 1958年（昭和33年）- 学校給食（A型・週5日）を開始。
- 1964年（昭和39年）- プールが完成。
- 1967年（昭和42年）- 体育館が完成。
- 1972年（昭和47年）- 制服（標準服）を制定。同窓会が発足。
- 1973年（昭和48年）4月1日 - ことばの治療教室を設置。日向市立大王谷小学校の新設により一部生徒が転出。
  - この年 - 創立100周年を迎える。創立100周年を記念して第65代内閣総理大臣の田中角栄から（校歌3番の歌詞にちなみ）「艱難汝玉成」の書が送られる。
- 1977年（昭和52年）- 希望の森が完成。
- 1978年（昭和53年）- 宮崎県日向教科書センターが設置される。
- 1986年（昭和61年）- 屋外放送室が完成。
- 1987年（昭和62年）- プールを移転。
- 1994年（平成6年）- コンピュータ室を設置。
- 2012年（平成24年）4月1日 - 通級指導教室を開設。

## アクセス
最寄りの鉄道駅
- JR九州 日豊本線 「日向市駅」

最寄りのバス停
- 宮崎交通 「北町」バス停
- ぷらっとバス北1コース 「草場」バス停

最寄りの幹線道路
- 宮崎県道226号土々呂日向線

## 周辺
- 妙見稲荷神社
- 本源寺
- 若宮近隣公園

## 出身者
- 十屋幸平（日向市長）